# Vinetastraße
Vinetastraße (do 1993 Pankow (Vinetastraße)) – stacja metra w Berlinie, w dzielnicy Pankow, w okręgu administracyjnym Pankow na linii U2. Stacja została otwarta w 1930.